# جزيرة البيزيين
جزيرة البيزيين أو جزيرة بيزان (بالإنجليزية: Pisans Island)‏ تقع في البحر الابيض المتوسط قبالة سواحل قرية بوليماط السياحية بولاية بجاية في الساحل الشرقي للجزائر بالحديقة الوطنية قورايا.

## التاريخ

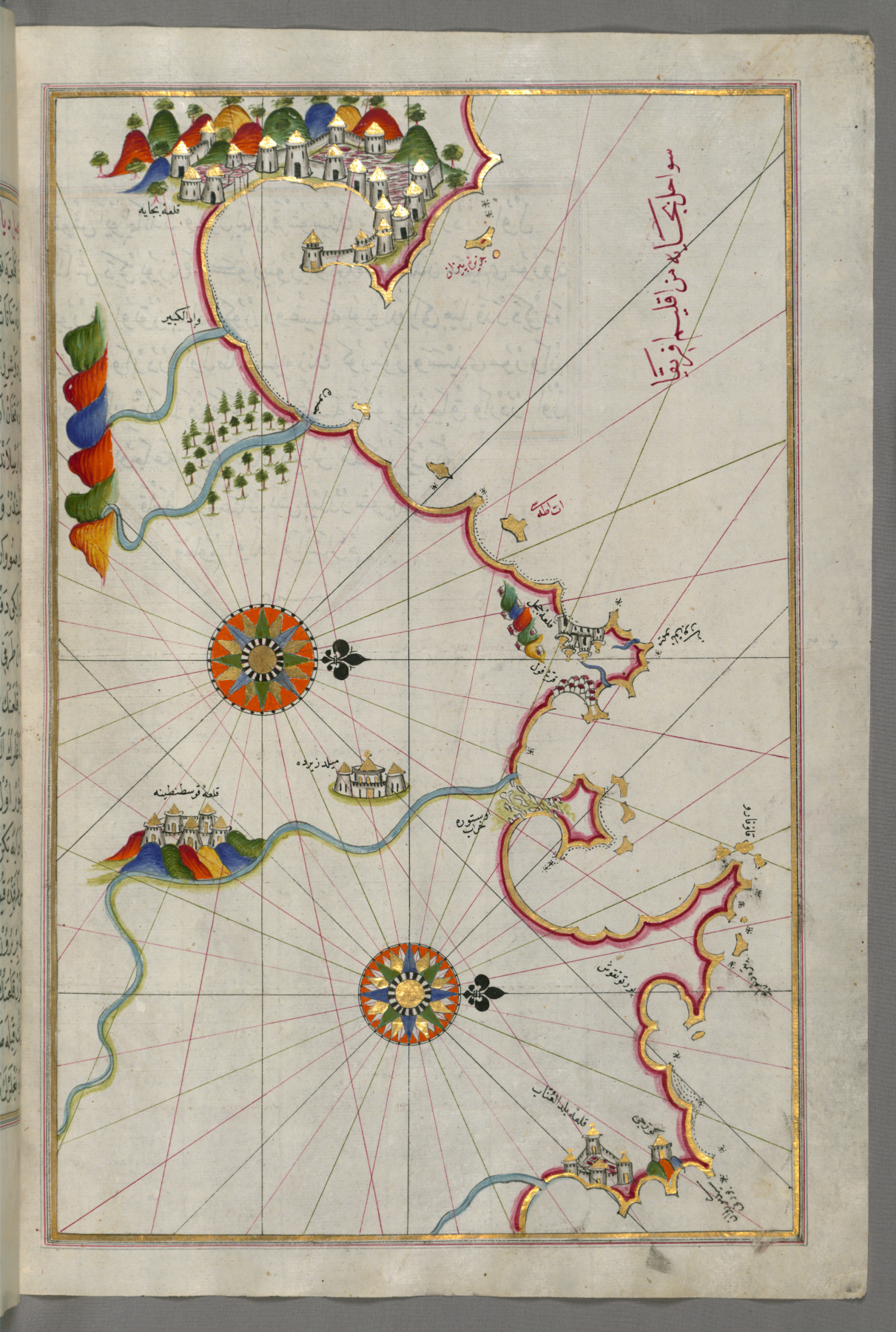
خارطة عثمانية لساحل بجاية حتى قسنطينة وتظهر فيها جزيرة بيزان

وفقا للأسطورة فقد توفي الأمير الناصر بن علناس بن حماد في هذه الجزيرة، والأمير الناصر هو مؤسس مدينة بجاية وحاكم المغرب الأقصى مطلع القرن الحادي عشر. كانت الجزيرة مكانًا للتقاء التجار من أوروبا، خاصةً بيزا مع قبائل المزايا القديمة وحيث تم تداول البضائع.